# Clarisse Bourdeney
Marie Clarisse Augustine Bourdenet, dite Clarisse Bourdeney, née le 21 mars 1848 à Besançon et morte le 28 juillet 1898 à Paris, est une musicienne et compositrice française.

## Biographie
Née à Besancon le 21 mars 1848, Clarisse Bourdenet est la fille de Juliette Jeanneret-Gris et de Denis-Agile Bourdenet. Son père naît à Luisans en septembre 1802. Il est président de la cour d'appel à Besançon en 1871 et conseiller général.
Sa sœur aînée, Marie Angélique Bourdenet, naît à Besançon le 4 septembre 1843 et meurt le 6 novembre 1919.
Clarisse Bourdeney met en musique des textes d'Alfred de Musset, d'Alphonse de Lamartine, de Victor Hugo et d'auteurs moins connus comme Paul de Pitray ou Charles Richard. Elle compose avec un autre bisontin, Émile Pierre Ratez. Ses partitions sont illustrées par Henri-François Michel (1846-1925), P. Borie, Paul Steck (1866-1924) ou A. Morel.
Collectionneuse, elle acquiert le manuscrit dit Bourdeney (Paris, BNF, Rés. Uma 851) contenant, entre autres, des messes pontificales de la fin du XVIe siècle.
Bourdeney meurt le 28 juillet 1898 à Paris. Sa sœur Marie Angélique Laure demande à Albert Pasche, une sculpture pour le cimetière du Père Lachaise (4ème division) qui lui vaut une médaille au salon des artistes français en 1909.

### Postérité
La famille Pasche, héritière des Bourdenet, organise des concerts à Besançon en honneur de cette compositrice. Elle fait jouer les œuvres de Clarisse Bourdeney par de très grands artistes tels Lily Laskine ou Yehudi Menuhin.

## Œuvres
Ses œuvres sont publiées chez Alphonse Leduc ou A. Joanin, après son décès grâce au travail de sa sœur. Elle est jouée lors de concerts, au début du XXe siècle.

### Musique symphonique
- Symphonie no 1 en ut majeur, op. 15
- Symphonie no 2 en ré mineur, op. 40

### Musique pour piano
- Allegro agitato. op. 11, Édition : Paris : H. Lemoine, 1908
- Allegro louré. op. 45, Édition : Paris : A. Leduc, 1910
- Au crépuscule. op. 71, Édition : Paris : A. Leduc, 1914
- Au village. op. 18, Édition : Paris : A. Leduc, 1908
- Barcarolles. Fa majeur. op. 1, Édition : Paris : A. Leduc, 1906
- Barcarolles. Fa majeur. no 2. op. 3, Édition : Paris : A. Leduc, 1907
- Barcarolles. Do majeur. no 3. op. 14, Édition : Paris : A. Leduc, 1908
- Barcarolles. Mi bémol majeur. no 4. op. 25, Édition : Paris : A. Leduc, 1909
- Caprice-valse. op. 23, Édition : Paris : A. Joanin, 1909
- Carillon. op. 4, Édition : Paris : A. Leduc, 1907
- Carrousel. op. 64, Édition : Paris : A. Leduc, 1912
- Chant d'automne. op. 13, Édition : Paris : H. Lemoine, 1908
- Contemplation. op. 12, Édition : Paris : H. Lemoine, 1908
- Cortège nuptial. op. 2, Édition : Paris : A. Leduc, 1906
- Deux ballades. Piano, Édition séparée à Paris : A. Leduc, 1912